# Ясная Поляна (премия)
«Ясная Поляна» — международная литературная премия за лучшее художественное произведение традиционной формы. Учреждена в 2003 году государственным мемориальным и природным заповедником «Музей-усадьба Льва Николаевича Толстого» и компанией Samsung Electronics.

## История

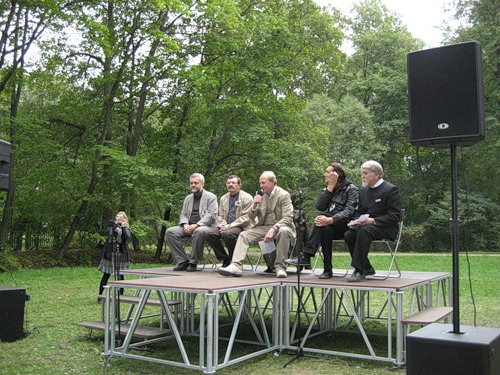
Жюри литературной пермии «Ясная Поляна» 2010 года

Первое присуждение премии состоялось 9 сентября 2003 года в музее-усадьбе «Ясная Поляна» и было приурочено к 175-летию Льва Николаевича Толстого.
В 2003—2005 годах премия «Ясная Поляна» вручалась в номинациях «Выдающееся художественное произведение русской литературы» и «Выдающееся дебютное художественное произведение русской литературы».
В 2006—2011 годах премия сменила формат и стала определять лауреатов в номинациях «Современная классика» и «XXI век».
В 2012 году к двум прежним номинациям добавилась третья — «Детство. Отрочество. Юность».
В 2015 году к трём прежним номинациям добавилась четвёртая — «Иностранная литература».
В 2016 году к четырём прежним номинациям добавилась пятая — «Выбор читателей».
В 2017 году премия вновь сменила формат и стала определять лауреатов в четырёх номинациях: «Современная русская проза», «Событие», «Иностранная литература» и «Выбор читателей».
«На время мы отказываемся от номинации „Современная классика“. Её лауреатами становились Валентин Распутин, Андрей Битов, Юрий Бондарев, Фазиль Искандер, Владимир Маканин. Сопоставимых по масштабу имен, которых справедливо можно назвать классиками, сейчас, пожалуй, нет. Мы не исключаем, что через какое-то время мы вернемся к этой номинации — время расставляет акценты», — Владимир Толстой, председатель жюри премии «Ясная Поляна».
«Пересмотр состава номинаций говорит о том, что премия „Ясная Поляна“ является живой. Отказываясь от номинации „Детство. Отрочество. Юность“, мы не отказываемся от рассмотрения подростковой или детской литературы, теперь она будет конкурировать на равных с современной русской прозой. Так и должно быть. Толстой писал „Кавказский пленник“ специально для детей, а в итоге он стал произведением для всех. Видимо, так и нужно писать подростковую литературу», — Павел Басинский, член жюри премии.
«Большие надежды мы возлагаем на номинацию „Событие“, которая станет сюрпризом как для публики, так и для самих лауреатов. Мы пока не знаем, кто ими станет — режиссёры, авторы документальной прозы или журналисты. Нам самим интересно, кто же станет лауреатами, а пока мы создаем интригу», — Алексей Варламов, член жюри премии.
В 2021 году ушел из жизни постоянный член жюри премии «Ясная Поляна» Валентин Яковлевич Курбатов.

## Порядок присуждения премии
Цель премии — отмечать выдающееся произведение современного автора, которое несет в себе идеалы человеколюбия и которое важно прочитать именно сейчас, потому что оно определяет круг литературных тенденций настоящего времени; отмечать самые значимые зарубежные книги и их перевод на русский язык; отслеживать важные для книжной сферы события. Основными требованиями, которые предъявляются к работам номинантов, являются неоспоримые художественные достоинства текста и общечеловеческие моральные ценности.
Премия присуждается ежегодно. На соискание премии выдвигаются произведения традиционной формы, написанные на русском языке. На соискание премии могут быть выдвинуты только опубликованные произведения. Премия не устанавливает для авторов произведений ограничений по возрасту, гражданству, месту жительства и месту опубликования произведений.
На номинацию «Современная русская проза» литературными журналами, издательствами, профильными изданиями и союзами, лауреатами и членами жюри премии «Ясная поляна» выдвигаются произведения, опубликованные после 2015 года. В мае жюри премии формирует из них «длинный список» и объявляет его. В сентябре в Ясной Поляне в ходе Международных писательских встреч объявляется «короткий список».
На номинацию «Иностранная литература» произведения выдвигаются экспертами номинации, состав которых определяется ежегодно. Все предложенные экспертами книги составляют длинный список номинации. Он объявляется 1 марта 2019 года. Короткий список не определяется.
В номинации «Событие» жюри принимает внутреннее решение о наиболее значимом событии культурной жизни современной России.
Специальный приз компании Samsung «Выбор читателей» традиционно получает автор книги, набравшей наибольшее количество голосов по результатам открытого читательского интернет-голосования.
Лауреаты премии во всех номинациях объявляются в октябре в Москве. Общий призовой фонд премии составляет 6 700 000 рублей:
- 3 000 000 лауреату в номинации «Современная русская проза»;
- 1 000 000 делится поровну между финалистами в номинации «Современная русская проза»;
- 1 200 000 лауреату в номинации «Иностранная литература»;
- 500 000 переводчику книги лауреата в номинации «Иностранная литература»;
- 500 000 лауреату в номинации «Событие»;
- 500 000 сертификатом на поездку в Южную Корею лауреату в номинации «Выбор читателей».

Все лауреаты получают статуэтки авторской работы.

## Лауреаты

### 2003—2005
| Год  | Выдающееся художественное произведение русской литературы         | Выдающееся дебютное художественное произведение русской литературы |
| ---- | ----------------------------------------------------------------- | ------------------------------------------------------------------ |
| 2003 | Виктор Лихоносов — повесть «Осень в Тамани»                       | Владислав Отрошенко — повесть в рассказах «Двор прадеда Гриши»     |
| 2004 | Тимур Зульфикаров — книга легенд "Золотые притчи Ходжи Насреддина | Антон Уткин — роман «Хоровод»                                      |
| 2005 | Анатолий Ким — роман «Белка»                                      | Александр Яковлев — сборник рассказов «Осенняя женщина»            |

### 2006—2011
| Год  | Современная классика                       | XXI век                                                        |
| ---- | ------------------------------------------ | -------------------------------------------------------------- |
| 2006 | Василий Белов — повесть «Привычное дело»   | Алексей Иванов — роман «Золото бунта, или Вниз по реке Теснин» |
| 2007 | Леонид Бородин — роман «Год чуда и печали» | Захар Прилепин — роман «Санька»                                |
| 2008 | Пётр Краснов — повесть «Высокие жаворонки» | Людмила Сараскина — биография «Александр Солженицын»           |
| 2009 | Владимир Личутин — роман «Раскол»          | Василий Голованов — роман «Остров»                             |
| 2010 | Михаил Кураев — повесть «Капитан Дикштейн» | Михаил Тарковский — роман «Замороженное время»                 |
| 2011 | Фазиль Искандер — роман «Сандро из Чегема» | Елена Катишонок — роман «Жили-были старик со старухой»         |

### 2012—2014
| Год  | Современная классика                                                | XXI век                                             | Детство. Отрочество. Юность                                |
| ---- | ------------------------------------------------------------------- | --------------------------------------------------- | ---------------------------------------------------------- |
| 2012 | Валентин Распутин — повесть «Живи и помни»                          | Евгений Касимов —(роман «Назовите меня Христофором» | Андрей Дмитриев — роман «Крестьянин и тинейджер»           |
| 2013 | Юрий Бондарев — повести «Батальоны просят огня» и «Последние залпы» | Евгений Водолазкин — роман «Лавр»                   | Юрий Нечипоренко — сборник рассказов «Смеяться и свистеть» |
| 2014 | Борис Екимов — повесть «Пиночет»                                    | Арсен Титов — роман «Тень Бехистунга»               | Роман Сенчин — сборник рассказов повесть «Чего вы хотите?» |

### 2015—2016
| Год  | Современная классика                                              | XXI век                                                                                                   | Детство. Отрочество. Юность                                                        | Иностранная литература                                                    | Выбор читателей                                    |
| ---- | ----------------------------------------------------------------- | --- | ---------------------------------------------------------------------------------- | ------------------------------------------------------------------------- | -------------------------------------------------- |
| 2015 | Андрей Битов — книга «Уроки Армении»                              | Гузель Яхина — роман «Зулейха открывает глаза»                                                            | Валерий Былинский — книга «Риф», повесть и рассказы из серии «Современная новелла» | Рут Озеки — роман «Моя рыба будет жить», переводчик Екатерина Ильина      | Гузель Яхина — роман «Зулейха открывает глаза»     |
| 2016 | Маканин Владимир Семёнович — книга «Где сходилось небо с холмами» | Наринэ Абгарян — повесть «С неба упали три яблока» и Александр Григоренко — повесть «Потерял слепой дуду» | Марина Нефёдова — книга «Лесник и его нимфа»                                       | Орхан Памук — книга «Мои странные мысли», переводчик Аполлинария Аврутина | Наринэ Абгарян — повесть «С неба упали три яблока» |

### 2017 — настоящее время
| Год  | Современная русская проза                    | Иностранная литература                                                                           | Событие                                                                                       | Выбор читателей                               |  |
| ---- | -------------------------------------------- | ------------------------------------------------------------------------------------------------ | --------------------------------------------------------------------------------------------- | --------------------------------------------- |  |
| 2017 | Андрей Рубанов — роман «Патриот»             | Марио Варгас Льоса — роман «Скромный герой», переводчик Кирилл Корконосенко                      | Фестиваль детской книги «ЛитераТула»                                                          | Олег Ермаков — роман «Песнь тунгуса»          |  |
| 2018 | Ольга Славникова — роман «Прыжок в длину»    | Амос Оз — роман «Иуда», переводчик Виктор Радуцкий                                               | Фильм «История одного назначения» — режиссёр Авдотья Смирнова                                 | Мария Степанова — книга «Памяти памяти»       |  |
| 2019 | Сергей Самсонов — роман «Держаться за землю» | Эрнан Риверa Летельер — роман «Искусство воскрешения», переводчик Дарья Синицына                 | Ток-шоу «Игра в бисер» — литературовед Игорь Волгин                                           | Григорий Служитель — роман «Дни Савелия»      |  |
| 2020 | Евгений Чижов — роман «Собиратель рая»       | Патрисия Данкер — роман «Джеймс Миранда Барри», переводчики Александра Борисенко, Виктор Сонькин | Книга Олега Павлова «Отсчет времени обратный»                                                 | Саша Филипенко — роман «Возвращение в Острог» |  |
| 2021 | Герман Садулаев — роман «Готские письма»     | Джулиан Барнс — роман «Нечего бояться», переводчики Дмитрий Симановский, Сергей Полотовский      | Книга «Каждый день сначала. Валентин Распутин и Валентин Курбатов: диалог длиною в сорок лет» | Марина Степнова — роман «Сад»                 |  |
| 2022 | Дмитрий Данилов — роман «Саша, привет!»      | Юй Хуа — роман Братья (兄弟, Xiōng Dì), перевод Юлии Дрейзис                                     |                                                                                               | Ислам Ханипаев — роман «Типа Я»               |  |

## Жюри
- Владимир Толстой, председатель — директор Музея-усадьбы Льва Николаевича Толстого «Ясная Поляна», бывший советник президента Российской Федерации по вопросам культуры (2012-2024);
- Валентин Курбатов (умер в 2021) — писатель, критик, литературовед;
- Павел Басинский — писатель, критик, литературовед;
- Алексей Варламов — писатель, литературовед;
- Евгений Водолазкин — писатель, лауреат премии «Ясная Поляна» за 2013 год, литературовед;
- Владислав Отрошенко — писатель, лауреат премии «Ясная Поляна» за 2003 год[10].

## Критика
Значение литературной премии «Ясная поляна» установить трудно. Она, с момента создания, стояла в стороне, вручаемая по особым критериям. И сейчас, спустя годы, премия продолжает оставаться самобытным явлением. Её преимуществом является денежная награда, более крупная, нежели у большинства премий мира. Установить точно, к чему следует проявлять интерес — не представляется возможным. «Ясная поляна» не придерживается чётко заданных рамок. За время своего существования она вручалась в различных номинациях, премируя произведения, которые следует признать выдающимися для русской литературы, лучший дебют, определяла современную классику, отмечала созданное в течение XXI века, краткий отрезок выбирала литературу для юношества. Безусловной особенностью «Ясной поляны» стал выбор для награждения произведений, написанных иностранцами. Есть среди номинаций выбор наиболее яркого, связанного с литературой, события за последний год, в том числе и традиционный для некоторых премий поощрительный приз, который назван выбором читателей. Поэтому, если говорить о премии в целом, оценивать её следует за определённый период существования, потому как иначе о ней разговор окажется бессмысленным.— Константин Трунин, литературный критик